# Firenze-Pistoia 2007
La Firenze-Pistoia 2007, ventunesima edizione della corsa e valida come evento dell'UCI Europe Tour 2008 categoria 1.1, si svolse il 27 ottobre 2007 su un percorso di 35,5 km. Fu vinta dal russo Boris Špilevskij che giunse al traguardo con il tempo di 44'48", alla media di 47,545 km/h.

## Classifica (Top 10)
| Pos. | Corridore         | Squadra     | Tempo   |
| ---- | ----------------- | ----------- | ------- |
| 1    | Boris Špilevskij  | Kio-Ene-DMT | 44'48"  |
| 2    | Dario Cioni       | Predictor   | a 1"    |
| 3    | Giovanni Visconti | Quick Step  | a 13"   |
| 4    | Vincenzo Nibali   | Liquigas    | a 19"   |
| 5    | Vladimir Gusev    | DSC         | a 37"   |
| 6    | Oleksandr Kvačuk  | Cinelli     | a 1'36" |
| 7    | Paolo Bettini     | Quick Step  | a 1'42" |
| 8    | Alessandro Ballan | Lampre      | a 1'43" |
| 9    | Andrij Hrivko     | Milram      | a 1'59" |
| 10   | Fabio Sabatini    | Milram      | a 2'04" |